# États financiers
Les états financiers sont une représentation financière structurée des événements affectant une entreprise (ou une organisation), et des transactions réalisées par celle-ci. Leur objectif est de fournir des informations sur la situation financière, la performance, et les flux de trésorerie d'une entreprise, ces informations étant utiles à une gamme variée d'utilisateurs lors de leur prise de décisions économiques. Les états financiers servent ainsi à comparer dans le temps la performance d'une entreprise par rapport à ses performances passées, mais aussi par rapport à d'autres entreprises.
Les états financiers et l’information comptable ne sont pas définis de la même façon dans le référentiel français et dans le référentiel international (IFRS). En IFRS, les états financiers comprennent désormais (IAS 1 article 10) :
1. le bilan, ou « état de situation financière » ;
2. le compte de résultat, ou « état du résultat global » ;
3. l'état des variations de capitaux propres ;
4. le tableau de flux de trésorerie (IAS 7, optionnel en France) ;
5. les annexes à ces états financiers.

Les annexes sont ainsi partie intégrante des états financiers. Elles contiennent un résumé des principales méthodes comptables, certaines autres informations explicatives, ainsi que « tout autre document utile à la compréhension des comptes ».
Ces documents forment un tout indissociable. Pour être utiles et valides, les informations comptables qu'ils contiennent doivent être:
- « intelligibles » : son lecteur doit pouvoir se forger une opinion sur l’activité de l’entreprise à la simple lecture des informations comptables
- « pertinentes » : les informations doivent permettre au lecteur de prendre des décisions économiques appropriées sur le futur de l’entreprise
- « d’une importance relative » : une information comptable ne doit être divulguée que si et seulement si elle apporte des éléments utiles à la prise de décision. Ce seuil de signification (langage usuel des auditeurs financiers) dépend du jugement du professionnel. Par exemple, une baisse infime de la valeur d'un actif de l'entreprise ne doit pas forcément être reportée.
- L'information doit enfin être « fiable », utilisée sans risque d’erreur. La fiabilité repose sur quatre principes fondamentaux :
  - la neutralité,
  - l’apparence juridique,
  - la prééminence de la réalité économique sur l’apparence juridique et
  - le respect de l’image fidèle.

Bien que la réglementation diffère de pays en pays, les états financiers d'entreprises cotées doivent généralement être audités et approuvés par des auditeurs indépendants (cf. Audit comptable et financier)